# Pinion Pines
Pinion Pines es un lugar designado por el censo ubicado en el condado de Mohave en el estado estadounidense de Arizona. En el Censo de 2010 tenía una población de 186 habitantes y una densidad poblacional de 47,78 personas por km².

## Geografía
Pinion Pines se encuentra ubicado en las coordenadas 35°8′48″N 113°54′21″O / 35.14667, -113.90583. Según la Oficina del Censo de los Estados Unidos, Pinion Pines tiene una superficie total de 3.89 km², de la cual 3.89 km² corresponden a tierra firme y (0%) 0 km² es agua.

## Demografía
Según el censo de 2010, había 186 personas residiendo en Pinion Pines. La densidad de población era de 47,78 hab./km². De los 186 habitantes, Pinion Pines estaba compuesto por el 95.16% blancos, el 0% eran afroamericanos, el 0% eran amerindios, el 0.54% eran asiáticos, el 0% eran isleños del Pacífico, el 3.76% eran de otras razas y el 0.54% pertenecían a dos o más razas. Del total de la población el 5.38% eran hispanos o latinos de cualquier raza.